# Marco Claudio Frontón
Marco Claudio Frontón (Marcus Claudius Fronto; f. 170) fue un senador y militar del Imperio romano en el siglo II.
Descendiente de una rama de Asia de la gens Claudia. En tiempos del emperador Antonino Pío, fue cuestor, edil y pretor. Bajo el emperador Lucio Vero hasta 165, Frontón fue comandante de un ejército pretoriano romano en la guerra con los partos (161-166). En el mismo año se le encomendó junto con otros senadores formar las legiones de Legio II Italica y Legio III Italica en Italia. El 22 de octubre de 166, durante el triunfo de la victoria sobre el Imperio parto, recibió la dona militaria. Al año siguiente fue curator operum locorumque publicorum, encargado de la construcción pública en Roma. Cerca de 166 fue nombrado cónsul sufecto.
Durante las guerras marcomanas, acompañó a Lucio Vero en 168 como comes al Danubio y se convirtió en gobernador de la provincia romana de la Moesia Superior. En el mismo año recibió la Comandancia General de la Dacia Apulensis.
En 169, después de la muerte de Lucio Vero, entregó el control de Mesia Superior y tomó el mando de toda la provincia romana de Dacia .
El mismo año o 170 fue comandante en jefe de las fuerzas combinadas de Dacia y Mesia Superior.
En 170 fue muerto en la batalla contra los pueblos germánicos y los yacigios. Recibió una estatua del Foro de Trajano.